# Championnats du monde de pentathlon moderne 2009
Navigation
Budapest 2008 Chengdu 2010
Les Championnats du monde de pentathlon moderne 2009 se déroule à Londres au Royaume-Uni du 13 au 18 août.

## Résultats

### Hommes
| Épreuves   | Or                | Argent              | Bronze                     |
| Individuel | Ádám Marosi (HUN) | David Svoboda (CZE) | Dmytro Kirpulyanskyy (UKR) |
| Par équipe | Hongrie           | Tchéquie            | Lituanie                   |
| Relais     | Tchéquie          | Russie              | Égypte                     |

### Femmes
| Épreuves    | Or              | Argent                   | Bronze                |
| Individuel  | Chen Qian (CHN) | Laura Asadauskaitė (LTU) | Lena Schöneborn (GER) |
| Par équipes | Allemagne       | Royaume-Uni              | Hongrie               |
| Relais      | Tchéquie        | Allemagne                | Pologne               |

## Tableau des médailles
| Rang | Nation             | Or | Argent | Bronze | Total |
| ---- | ------------------ | -- | ------ | ------ | ----- |
| 1    | République tchèque | 2  | 2      | 0      | 4     |
| 2    | Hongrie            | 2  | 0      | 1      | 3     |
| 3    | Allemagne          | 1  | 1      | 1      | 3     |
| 4    | Chine              | 1  | 0      | 0      | 1     |
| 5    | Lituanie           | 0  | 1      | 1      | 2     |
| 6    | Great Britain      | 0  | 1      | 0      | 1     |
| -    | Russie             | 0  | 1      | 0      | 1     |
| 8    | Égypte             | 0  | 0      | 1      | 1     |
| -    | Pologne            | 0  | 0      | 1      | 1     |
| -    | Ukraine            | 0  | 0      | 1      | 1     |
|      | Total              | 6  | 6      | 6      | 18    |